# Lijst van brutoformules N
Dit lemma is onderdeel van de lijst van brutoformules. Dit lemma behandelt de brutoformules waarvan het eerste element stikstof is. 

## N
| Brutoformule              | Gewone formule                 | Naam |
| ------------------------- | ------------------------------ | --- |
| {\displaystyle {\ce {N}}} | {\displaystyle {\ce {N}}}      | Stikstof |
| {\displaystyle {\ce {N}}} | {\displaystyle {\ce {N}}}      | Isotopen van stikstof 10N · 11N · 12N · 13N · 14N · 15N · 16N · 17N · 18N · 19N 20N · 21N · 22N · 23N · 24N · 25N |
| {\displaystyle {\ce {N}}} | {\displaystyle {\ce {N^{3-}}}} | Nitride |

## NNa
| Brutoformule                  | Gewone formule                | Naam                                                                              |
| ----------------------------- | ----------------------------- | --------------------------------------------------------------------------------- |
| {\displaystyle {\ce {NNaO2}}} | {\displaystyle {\ce {NaNO2}}} | Natriumnitriet ~ Ook wel: E250 ~ als nitriet, antioxidant                         |
| {\displaystyle {\ce {NNaO3}}} | {\displaystyle {\ce {NaNO3}}} | Natriumnitraat ~ Ook wel: chilisalpeter, natronsalpeter, nitratine ~ als salpeter |
| {\displaystyle {\ce {NNa3}}}  | {\displaystyle {\ce {Na3N}}}  | Natriumnitride                                                                    |

## NO
| Brutoformule                    | Gewone formule                        | Naam                                                                              |
| ------------------------------- | ------------------------------------- | --------------------------------------------------------------------------------- |
| {\displaystyle {\ce {NO}}}      | {\displaystyle {\ce {NO}}}            | Stikstofmonoxide ~ in Grove-element, broeikasgas ~ uit arginine                   |
| {\displaystyle {\ce {NO2}}}     | {\displaystyle {\ce {NO2}}}           | Stikstofdioxide ~ in Grove-element, broeikasgas ~ vergeleken met het nitroniumion |
| {\displaystyle {\ce {NO2^{-}}}} | {\displaystyle {\ce {NO2^{-}}}}       | Nitriet                                                                           |
| {\displaystyle {\ce {NO2+}}}    | {\displaystyle {\ce {NO2+}}}          | Nitroniumion                                                                      |
| {\displaystyle {\ce {NO3}}}     | {\displaystyle {\ce {NO3}}}           | Stikstoftrioxide                                                                  |
| {\displaystyle {\ce {NO3^{-}}}} | {\displaystyle \mathrm {NO_{3}^{-}} } | Nitraat                                                                           |
| {\displaystyle {\ce {NO3^{-}}}} | {\displaystyle \mathrm {ONOO^{-}} }   | Peroxynitriet                                                                     |
| {\displaystyle {\ce {NO3Rb}}}   | {\displaystyle {\ce {RbNO3}}}         | Rubidiumnitraat                                                                   |

## NV
| Brutoformule               | Gewone formule             | Naam            |
| -------------------------- | -------------------------- | --------------- |
| {\displaystyle {\ce {NV}}} | {\displaystyle {\ce {VN}}} | Vanadiumnitride |

## N2
| Brutoformule                    | Gewone formule                   | Naam                                                                         |
| ------------------------------- | -------------------------------- | ---------------------------------------------------------------------------- |
| {\displaystyle {\ce {N2}}}      | {\displaystyle {\ce {N2}}}       | Stikstofgas ~ in Inergen (blusmiddel), broeikasgas                           |
| {\displaystyle {\ce {N2Na2O3}}} | {\displaystyle {\ce {Na2N2O3}}}  | Angeli's zout ~ IUPAC : natriumtrioxodinitraat                               |
| {\displaystyle {\ce {N2O}}}     | {\displaystyle {\ce {N2O}}}      | Distikstofmonoxide ~ als drijfgas, broeikasgas, lachgas                      |
| {\displaystyle {\ce {N2O3}}}    | {\displaystyle {\ce {N2O3}}}     | Distikstoftrioxide                                                           |
| {\displaystyle {\ce {N2O4}}}    | {\displaystyle {\ce {N2O4}}}     | distikstoftetraoxide                                                         |
| {\displaystyle {\ce {N2O5}}}    | {\displaystyle {\ce {N2O5}}}     | Distikstofpentaoxide ~ ook: distikstofpentoxide ~ uit o.a. difosforpentoxide |
| {\displaystyle {\ce {N2O6Pb}}}  | {\displaystyle {\ce {Pb(NO3)2}}} | Lood(II)nitraat                                                              |
| {\displaystyle {\ce {N2O6Pd}}}  | {\displaystyle {\ce {Pd(NO3)2}}} | Palladium(II)nitraat                                                         |
| {\displaystyle {\ce {N2O6Zn}}}  | {\displaystyle {\ce {Zn(NO3)2}}} | Zinknitraat                                                                  |
| {\displaystyle {\ce {N2Sr3}}}   | {\displaystyle {\ce {Sr3N2}}}    | Strontiumnitride                                                             |

## N3
| Brutoformule                   | Gewone formule                   | Naam                                            |
| ------------------------------ | -------------------------------- | ----------------------------------------------- |
| {\displaystyle {\ce {N3-}}}    | {\displaystyle {\ce {N3-}}}      | Azide                                           |
| {\displaystyle {\ce {N3Na}}}   | {\displaystyle {\ce {NaN3}}}     | Natriumazide ~ in bereiding zilverazide         |
| {\displaystyle {\ce {N3O9Rh}}} | {\displaystyle {\ce {Rh(NO3)3}}} | Rodium(III)nitraat                              |
| {\displaystyle {\ce {N3O9Sc}}} | {\displaystyle {\ce {Sc(NO3)3}}} | Scandiumnitraat ~ Ook wel: scandium(III)nitraat |

## N4
| Brutoformule                    | Gewone formule                   | Naam                                              |
| ------------------------------- | -------------------------------- | ------------------------------------------------- |
| {\displaystyle {\ce {N4O6}}}    | {\displaystyle {\ce {N(NO2)3}}}  | Trinitramide                                      |
| {\displaystyle {\ce {N4O12Pt}}} | {\displaystyle {\ce {Pt(NO3)4}}} | Platina(IV)nitraat ~ in synthese platina(IV)oxide |
| {\displaystyle {\ce {N4Si3}}}   | Si3N4                            | Siliciumnitride                                   |

## N6
| Brutoformule                 | Gewone formule                  | Naam          |
| ---------------------------- | ------------------------------- | ------------- |
| {\displaystyle {\ce {N6Pb}}} | {\displaystyle {\ce {Pb(N3)2}}} | Lood(II)azide |